# Кондінський район
Ко́ндінський район (рос. Кондинский район) — адміністративна одиниця Ханти-Мансійського автономного округу Російської Федерації.
Адміністративний центр — селище міського типу Міждуріченський.

## Населення
Населення району становить 30981 особа (2018; 34494 у 2010, 35018 у 2002).

## Адміністративно-територіальний поділ
На території району 5 міських поселень та 5 сільських поселень:
| Поселення                         | Площа, км² | Населення, осіб (2002) | Населення, осіб (2010) | Населення, осіб (2017) | Центр           | Населені пункти |
| --------------------------------- | ---------- | ---------------------- | ---------------------- | ---------------------- | --------------- | --------------- |
| Кондінське міське поселення       | -          | 4220                   | 3676                   | 2980                   | Кондінське      | 4               |
| Куминське міське поселення        | -          | 2805                   | 3116                   | 2758                   | Куминський      | 1               |
| Луговське міське поселення        | -          | 1956                   | 1756                   | 1507                   | Луговий         | 1               |
| Міждуріченське міське поселення   | -          | 10907                  | 11058                  | 11149                  | Міждуріченський | 1               |
| Морткинське міське поселення      | -          | 4823                   | 4845                   | 4410                   | Мортка          | 4               |
| Болчарівське сільське поселення   | -          | 2607                   | 2266                   | 1987                   | Болчари         | 3               |
| Леушинське сільське поселення     | -          | 3200                   | 2896                   | 2468                   | Леуші           | 4               |
| Мулимьїнське сільське поселення   | -          | 2434                   | 2884                   | 2260                   | Мулимья         | 6               |
| Половинкинське сільське поселення | -          | 1435                   | 1350                   | 1160                   | Половинка       | 1               |
| Шугурське сільське поселення      | -          | 631                    | 647                    | 577                    | Шугур           | 2               |

## Найбільші населені пункти
| № | Населений пункт | Населення, осіб (2002) | Населення, осіб (2010) |
| - | --------------- | ---------------------- | ---------------------- |
| 1 | Міждуріченський | 10 907                 | 11 058                 |
| 2 | Мортка          | 3 627                  | 3 798                  |
| 3 | Кондінське      | 4 086                  | 3 616                  |
| 4 | Куминський      | 2 805                  | 3 116                  |
| 5 | Луговий         | 1 956                  | 1 756                  |
| 6 | Болчари         | 1 962                  | 1 706                  |
| 7 | Половинка       | 1 435                  | 1 350                  |
| 8 | Леуші           | 1 298                  | 1 197                  |
| 9 | Мулимья         | 1 145                  | 1 157                  |